# Jean Bardy
Pour les articles homonymes, voir Bardy.
Jean Bardy, né le 3 mars 1957 à Soisy-sous-Montmorency est un contrebassiste et compositeur de jazz français.

## Biographie
Après des études au conservatoire d'Eaubonne où il apprend la guitare classique puis la contrebasse, Jean Bardy commence à jouer en 1979 avec des formations de bebop dans divers clubs de Jazz de la région parisienne (Le Petit Opportun, Le Caveau de la Huchette). Il poursuit ses études musicales jusqu'en 1986.
En 1990, il est lauréat du programme La Villa Médicis hors les murs, qui lui permet de faire un séjour d’une année à New York où il compose et enregistre Chansons, son premier album en tant que leader.
Jean Bardy est un sideman très actif sur la scène jazz en clubs ou lors de festivals ; il a accompagné à la contrebasse de nombreux grands musiciens comme François Chassagnite, Chet Baker, Sonny Stitt, Johnny Griffin, Jimmy Cobb, Nat Adderley, Roy Haynes, Georges Arvanitas, André Ceccarelli, Alain Jean-Marie, Jean-Loup Longnon, Richard Galliano, Élisabeth Kontomanou, Dee Dee Bridgewater, Pepper Adams, Kenny Clarke, Glenn Ferris, Sara Lazarus, Flavio Boltro, Paolo Fresu.
Il compose également la musique de scène de nombreuses pièces de théâtre (notamment avec la Compagnie Les Affranchis), ainsi que des musiques de cinéma.
Jean Bardy est professeur de jazz au conservatoire à rayonnement régional de Paris et de Versailles.

## Discographie
Leader :
- 1992 : Chansons, label Bleu Citron
- 1998 : A Few Notes, Lost Chart Records, (avec Éric Daniel, Nguyên Lê (g), Paolo Fresu (t), Art Lande (p), Joël Allouche (d).

Sideman :
- 1983 : Antoine Hervé Big Band : Live in Paris, Philoé Music
- 1985 : Antoine Illouz : Sud, Ecorce Records
- 1988 : Gil Evans / Laurent Cugny / Big Band Lumière : Rhythm A Ning , EmArcy Records
- 1989 : François Chassagnite : Samya Cynthia, La Lichère
- 1994 : André Hodeir / Patrice Caratini : Anna Livia Plurabelle, Label Bleu
- 1994 : Ismaël Lô : Iso, Universal Records
- 1996 : Michel Van Der Esch : Look for the silver linin', Deux Z
- 1998 : Thierry Valette : Scatlandes, Musidisc
- 1998 : Jacqueline Danno : Il était une fois… Édith Piaf, Musidisc
- 1998 : Juliette : Assassins sans couteaux, Polydor
- 2000 : Hildegarde Wanzlawe Quartet : Live au Tempo, Morlaix
- 2004 : Hildegarde Wanzlawe : No detour Ahead, Jean Bardy éditions
- 2007 : Nadine Rossello : L'Émigrante, Live au Sentier des Halles, Musicadines Productions
- 2008 : Clémentine Jouffroy / Michel Précastelli : Portraits, Believe / Camino Verde
- 2009 : Véronique Pestel / Michel Précastelli : La vie va, Rag’, Jean-Claude Barens Productions
- 2011 : Joel Forrester's Second Nature (en) : Down the Road, Ride Symbol
- 2015: Jean Bardy / Emil Spanyi: Very Blue , Parallel
- 2015 : Jean-Loup Longnon 5tet : Just in Time

## Compositions pour le théâtre et le cinéma
- 2000 : Les Affranchis, nouvelles d’Anton Tchekhov, mise en scène de Pierre Hoden, Cie Les Affranchis.
- 2001 : De beaux héros en vérité !, spectacle en trois épisodes d'après Tchekhov, mise en scène de Pierre Hoden, Cie Les Affranchis.
- 2005 : Musique du film On (Y) Travaille de Sophie Thouvenin.
- 2005 : Le vol au-dessus de l’océan / L'Importance d'être d'accord de Bertolt Brecht, mise en scène de Pierre Hoden.
- 2006 : Le Procès de Lucullus (Brecht), mise en scène de Pierre Hoden.
- 2007 : La Femme Acéphale de Jacques Prévert, mise en scène et création de Katell Borvon, avec Dominique Patuelli, Cie Les Affranchis[4].
- 2008 : Nouvelles de Tchekhov, mise en scène et création de Valérie Besançon.
- 2010/2011 : Avec la compagnie de Pierre Étaix, création du spectacle Miousik Papillon avec Pierre Triboulet.